# Sint-Petrus' Banden (feestdag)

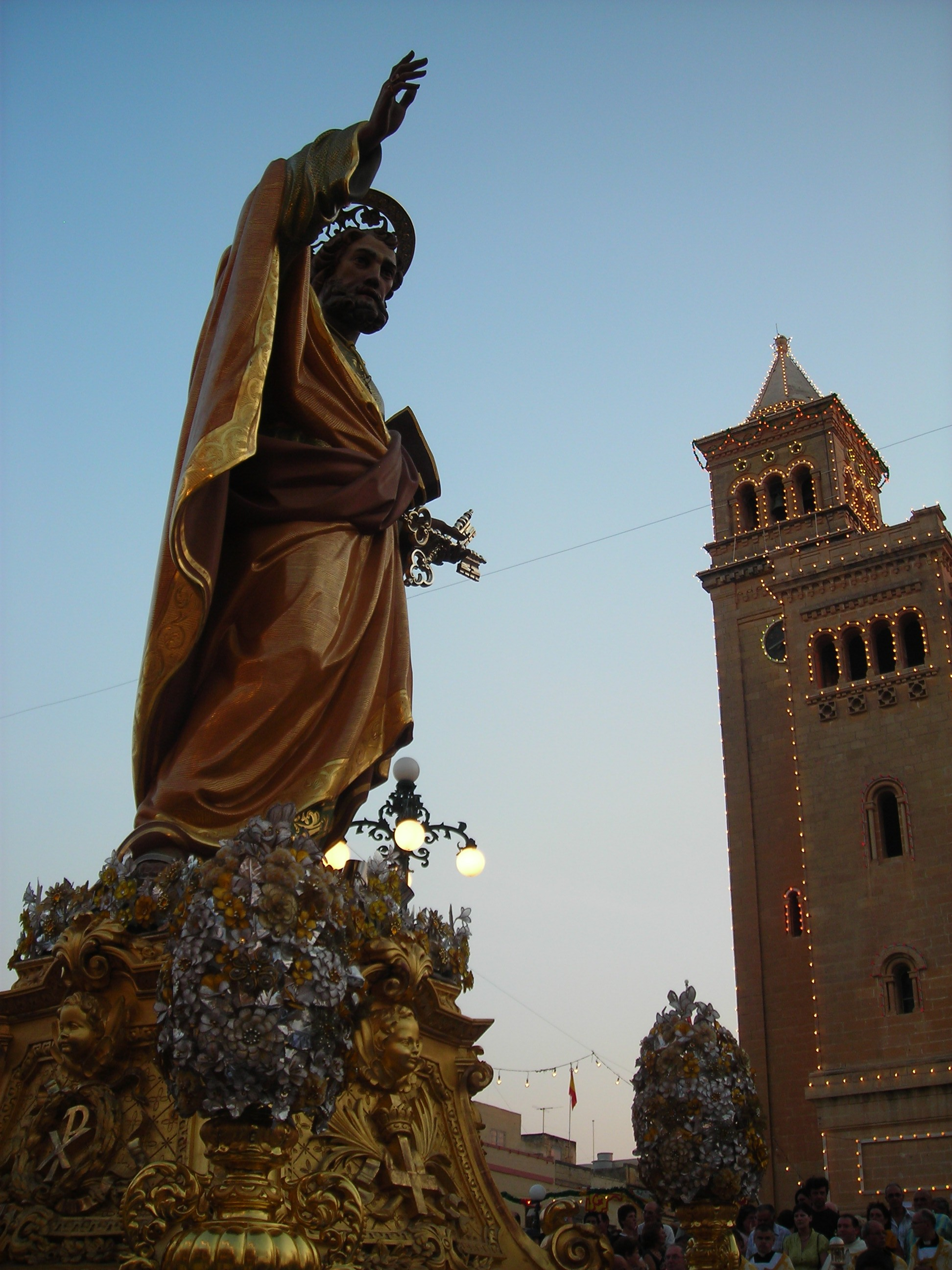
Een beeld van Sint Petrus dat tijdens de viering van Sint-Petrus' banden wordt rondgedragen door Birżebbuġa, Malta.

Sint-Petrus' Banden of Sint-Pieters Banden is het feest van de bevrijding van Petrus. Het wordt gevierd op 1 augustus. De Latijnse benaming is Petrus ad vincula. Na de liturgievernieuwing van 1962 is het feest van de kalender geschrapt. Enkel waar men de liturgie van vóór 1962 viert, is het behouden gebleven. En ook waar de Kerk of stad Sint-Petrus als patroonheilige heeft is het een hoogfeest.
De bevrijding van de apostel Petrus wordt beschreven in Handelingen 12. Petrus was door Herodes gevangengenomen en sliep tussen twee soldaten aan wie hij met twee kettingen (de 'banden') was vastgeketend. Er verscheen een engel die hem wakker maakte en hem opdroeg om hem te volgen. De ketenen werden verbroken, twee wachtposten werden gepasseerd, en de ijzeren poort van de gevangenis ging vanzelf open. Toen ze op veilige afstand waren, verdween de engel en merkte Petrus dat het bezoek van de engel geen droom was, maar zich werkelijk had afgespeeld.
De kettingen werden tot cultusobject van de vroege christenen. Ze zouden door patriarch Juvenalis van Jeruzalem geschonken zijn aan de verbannen keizerin Eudoxia. Deze verdeelde de banden over de twee hoofdsteden van het Romeinse Rijk, namelijk Constantinopel en Rome. De laatste stad, waar Petrus werd vermoord, bezat reeds de boeien waarmee hij tijdens zijn laatste gevangenschap geketend was.

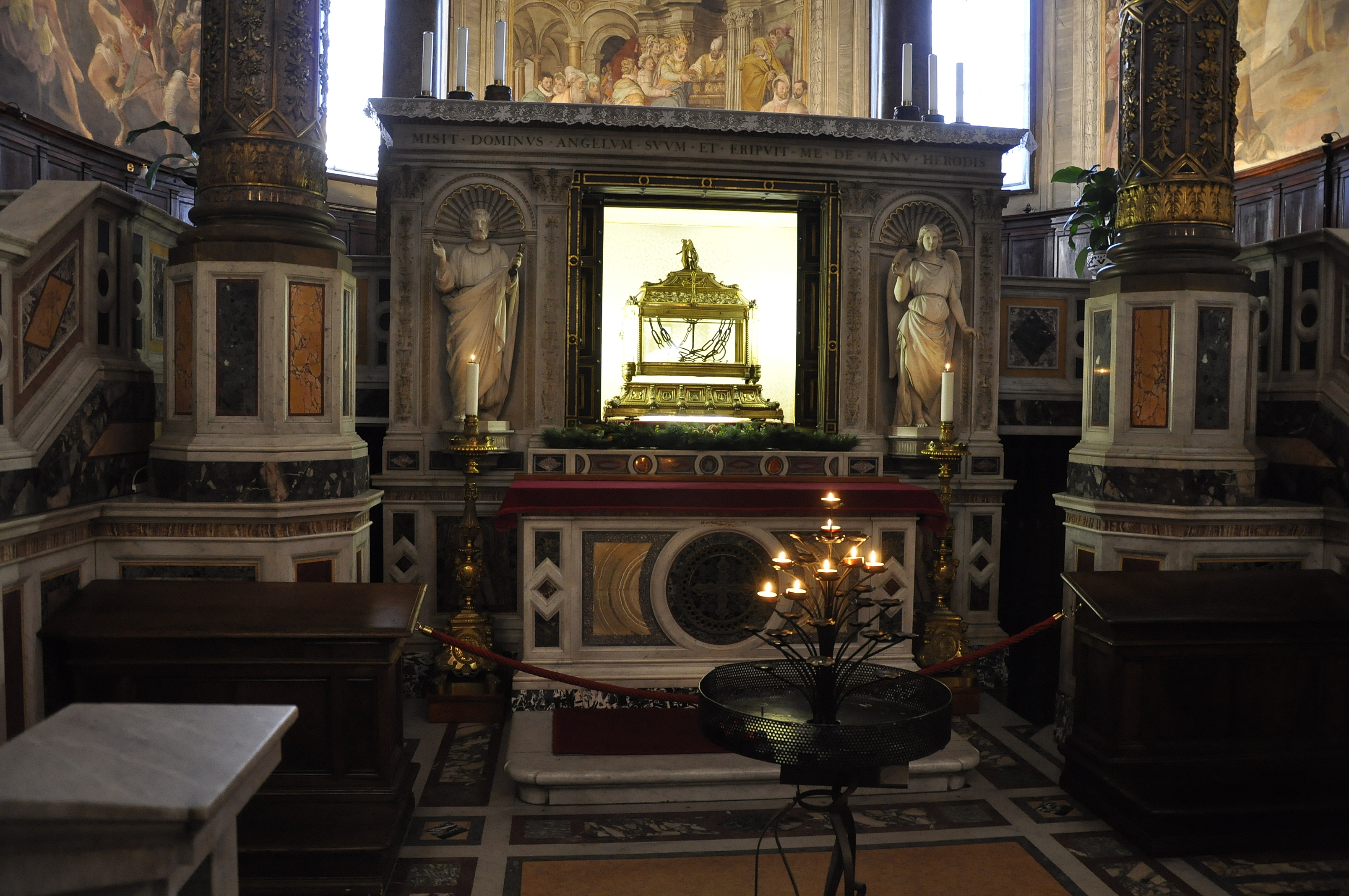
ketenen van Petrus in de San Pietro in Vincoli.

De San Pietro in Vincoli-kerk te Rome werd in 439 in gebruik genomen om genoemde voorwerpen te vereren.
Ook in Nederland en België zijn vele kerken aan Sint-Petrus' banden gewijd:

## België
- Sint-Pietersbandenkerk, Beringen
- Sint-Pieters-Bandenkerk, Bertem
- Sint-Pieters-Bandenkerk, Dudzele
- Sint-Pieters-Bandenkerk, Elzele
- Sint-Pieters-Bandenkerk, Halen
- Sint-Pieters-Bandenkerk, Lommel
- Sint-Pieters-Bandenkerk, Oostkamp
- Sint-Pietersbandenkerk, Ophasselt
- Sint-Pietersbandenkerk, Oudenaken
- Sint-Pietersbandenkerk, Willebringen

## Nederland
- Sint-Petrus'-Bandenkerk, Bergeijk
- Sint-Petrus'-Bandenkerk, Bladel
- Sint-Petrus'-Bandenkerk, Diemen
- Sint-Petrus' Bandenkerk, Gilze
- Sint-Petrus'-Bandenkerk, Hilvarenbeek
- Sint-Petrus'-Bandenkerk, Heer, Maastricht
- Sint-Petrus'-Bandenkerk, Heesch
- Sint-Petrus'-Bandenkerk, Leende
- Sint-Petrus'-Bandenkerk, Macharen
- Sint-Petrus'-Bandenkerk, Oirschot
- Sint-Petrus'-Bandenkerk, Oisterwijk
- Sint-Petrus'-Bandenkerk (Oude), Son
- Sint-Petrus'-Bandenkerk (Nieuwe), Son
- Sint-Petrus'-Bandenkerk, Venray